# Мишел Зевако
Мишел Зевако (на френски: Michel Zévaco) е френски журналист, анархист и писател, автор на произведения в жанровете исторически и приключенски роман.

## Биография и творчество
Мишел Зевако е роден на 1 февруари 1860 г. в Аячо, Корсика, Франция. През 1869 г. семейството му се преселва в Сен-Мексан-Лекол в Дьо Севър. След завършване на средното си образование в интернат през 1878 г. работи като учител във Виен. През 1882 г. постъпва в армията, където достига чин лейтенант. След уволнението си заради лоша дисциплина през 1886 г. се премества в Париж.
В Париж става журналист и редактор във вестник „Легалите“ (Равенство), но после преминава към социалистическия „Jules Roques“. През 1989 г. участва в изборите от страна на социалистите. Става сподвижник с други творци, видни фигури в либертинското и анархистичното движение като Луиз Мишел, Аристид Брюан, Себастиен Форе, Шарл Малато, и др.
През март 1892 г. основава анархисткият седмичник „Gueux“, но след анархистичните атаки, заради възхваляването им, е арестуван, осъден е на глоба от 2000 франка, които отказва да плати и прекарва 6 месеца в затвора. При престоя му в затвора среща Маркиз дьо Море, с когото споделя антисемитски възгледи. После пише за списанието на Себастиен Форе „Либерте“ и за анархистичното „Ренесанс“. По време на Аферата Драйфус се обявява в негова подкрепа.
От 1888 г. започва да пише и художествени произведения, като първата му творба е сборникът с военни разкази „Le Bout-Charge“. През 1990 г. окончателно изоставя публицистиката и се насочва към писането на серийни романи първоначално в печатния орган на социалистите на „Петит Репюблик“ с редактор Жан Жорес, а после от 1905 г. в „Матен“ заедно с друг сериен писател Гастон Льору.
Първият му исторически роман „Борджиите“ от 1900 г. е много успешен и дава старт на писателската му кариера. От 1902 г. започва приключенската поредица „Парделаните“ в жанра „наметало и меч“. Автор е и на много други исторически приключенски романи.
По време на Първата световна война се премества извън Париж, където остава до края на живота си. През 1918 г. пише сценария и режисира немия филм „Décheance“.
Мишел Зевако умира от рак на 8 август 1918 г. в Обон (предградие на Париж).

## Произведения

### Самостоятелни романи
- Roublard et Cie., les tripoteurs du socialisme (1899)
- La Retraite de l'Adjudant Féraut (1899)
- La Dernière Grisette (1890)
- Le Royaume de Minuit (1890 – 1891) – в 3 части
- Le Chevalier de la Barre (1899)
- Marie-Rose (1899 – 1900) 
Мария-Роза: Една изкупителна любовна жертва, изд. „МАГ-77“, Пловдив, (1992), прев.
- Borgia ! (1900) 
Борджиа!: Из ужасите на втория римски Нерон – Цезар Борджия, изд. София, (1921), прев. Морски
Борджиите, изд. София, (1934), прев. Д. Димов
Борджиите (в 2 части – „Примавера“ и „Лукреция Борджия“), изд. „Абагар“ София, (1992), прев. Севдалина Банова
Борджиите, изд. „Мария Арабаджиева“ София, (2008, 2013), прев. Мария Василева
- Triboulet – първа част (1901)
La Cour des Miracles – втора част (1910)
- Le Pont des soupirs – първа част (1901)
Les Amants de Venise – втора част (1909)
- La Marquise de Pompadour – първа част (1902)
Le Rival du Roi – втора част (1912)
- Fleurs de Paris (1904, 1921)
- Les Mysteres de la Tour de Nesle (1905)
- Les bâtards de Napoléon III. (1906)
- Le Capitan (1906) 
Кавалери на шпагата: Авантюри и любов в кралството на Луи XIII, изд. „Световна библиотека“ София, (1994), прев. Дамян Янков
- Nostradamus (1909)
- L'Héroïne (1910)
- L'Hôtel Saint-Pol – първа част 
Jean Sans Peur – втора част (1911)
- Buridan, Le Héros de la Tour de Nesle – първа част
La Reine sanglante, Marguerite de Bourgogne – втора част (1913 – 1914)
- Don Juan – първа част (1909)
Le Roi amoureux – втора част (1916)
- La Reine Isabeau – първа част (1917) 
Тайните на кралицата: Роман из епохата на средните векове, изд. София, (1917), прев. 
Тайните на кралица Изабел, изд. „АЛ“, Варна (1991), прев.
Кралица Изабел, изд. „Компас“, Варна (2000), прев. Стоян Стоянов
Le Pont de Montereau – втора част (1918)
- Le Pré aux Clercs – първа част
Fiorinda la Belle – втора част (1920)
- La Reine d'Argot – първа част
Primerose – втора част (1922)
- La Grande Aventure (1926)
La Dame en blanc– първа част
La Dame en noir – втора част
- Déchéance (1935)

### Серия „Парделаните“ (Les Pardaillan)
първоначално са оформени като 5 романа, които впоследствие са разделени на 10 части
1. Par le fer et par l'amour (1902)
Les Pardaillan (1907) 
L’Épopée d’Amour (1907)
2. La Fausta (1903) 
 La Fausta (1908)
Fausta vaincue (1908)
3. Pardaillan et Fausta (1912 – 1913)
Pardaillan et Fausta (1913)
Les Amours du Chico (1913)
4. Le Fils de Pardaillan (1913 – 1914)
Le Fils de Pardaillan (1916)
Le trésor de Fausta (1916)
5. La fin de Pardaillan (1926)
La Fin de Pardaillan (1926)
La Fin de Fausta (1926)

### Сборници
- Le Bout-Charge (1888)

### Екранизации
- Décheance (1918) – ням филм, сценарий и режисура Мишел Зевако
- Il ponte dei sospiri (1921)
- Buridan, le héros de la Tour de Nesle (1923)
- Triboulet (1923)
- Nostradamus (1937)
- Il ponte dei sospiri (1940)
- Le capitan (1946)
- Buridan, héros de la tour de Nesle (1952)
- Sul ponte dei sospiri (1953)
- O Cavaleiro de Pardaillan (1956) – ТВ сериал
- Le capitan (1960) – с Жан Маре и Бурвил
- Le chevalier de Pardaillan (1962)
- Hardi Pardaillan! (1964)
- Il ponte dei sospiri (1964)
- A Ponte dos Suspiros (1969) – ТВ сериал
- Los Pardaillan (1981) – ТВ сериал
- Le chevalier de Pardaillan (1988) – ТВ сериал
- Pardaillan (1997)